# Pedeli
Die Pedeli (estnisch) bzw. Pedele (lettisch) ist ein 31 km langer Fluss in Estland und Lettland.
Der historische deutsche Name des Flusses lautet Peddel.
15 Kilometer (3 Ober- und 12 km Unterlauf) fließen im Kreis Valga auf estnischem, 16 Kilometer auf lettischem Territorium (Mittellauf).
Das Einzugsgebiet umfasst 229 km².
Die Pedeli/Pedele entspringt im See Kadastiku järv, etwa fünf Kilometer südlich des estnischen Dorfes Koorküla in einem Waldgebiet. Sie mündet zehn Kilometer von Valga entfernt in den Fluss Väike Emajõgi (deutsch Kleiner Embach). Die Pedeli ist der größte linke Nebenfluss des Kleinen Embachs.
Größere Zuflüsse sind die Bäche Riisupi oja, Rautina oja und Männiku oja.